# Clinker Peak
Der Clinker Peak ist ein 1992 m hoher Berg in der kanadischen Provinz British Columbia.

## Geographie

Der Garibaldi-Vulkangürtel mit der Darstellung der einzelnen Vulkane und mit diesen verbundener Objekte

Der Clinker Peak ist ein Berg an der Schulter des Mount Price im Garibaldi Provincial Park. Es handelt sich um einen Schichtvulkan im Garibaldi-Vulkangürtel. Er ist Teil der Clinker Ridge am Westufer des Garibaldi Lake. Der Clinker Peak wird für einen Vulkanschlot des Mount Price gehalten. Vor schätzungsweise 9.000 Jahren stieß er zwei gewaltige Lavaflüsse aus, die gegen den zurückweichenden kontinentalen Eisschild stießen und The Barrier bildeten, welche den Garibaldi Lake aufstaute. Der Clinker Peak ist etwa 9,5 km von der verlassenen Siedlung Garibaldi entfernt. Die nächsten besiedelten Gebiete sind Squamish, 25 km südlich gelegen, und Whistler, 23 km nördlich.